# ТЕС Хорхе Ласерда
28°27′12″ пд. ш. 48°58′7″ зх. д. / 28.45333° пд. ш. 48.96861° зх. д.
ТЕС Хорхе Ласерда — теплова електростанція на півдні Бразилії у штаті Санта-Катарина. 
В 1965 та 1967 роках на майданчику станції стали до ладу два блоки потужністю по 50 МВт. В 1973-му та 1974-му їх доповнили двома блоками по 66 МВт (разом ці чотири блоки відомі як станція А). В 1980-му ввели в експлуатацію два блоки потужністю по 131 МВт (станція В), а у 1997-му почав роботу один блок з показником у 353 МВт (станція С). 
ТЕС розрахована на використання вугілля, доставка якого відбувається залізницею.
Для видалення продуктів згоряння кожен з чотирьох блоків станції А обладнали димарем заввишки 150 метрів. Для станції В звели два димаря по 100 метрів, а станція С має димар заввишки 200 метрів.
Для охолодження використовують ресурс із річки Тубарао.
Видача продукції відбувається по ЛЕП, розрахованим на роботу під напругою 230 кВ та 138 кВ.
В 2020 році теперішній власник станції французька компанія Engie оголосила про її майбутнє закриття в межах політики декарбонізації. За планом, перші два блоки зупинять в кінці 2021-го, блоки 3 та 4 виведуть в 2023-му, а станції В та С мають припинити роботу в 2025-му.